# سيلفستر ويفر
سيلفستر ويفر (بالإنجليزية: Sylvester Weaver)‏ هو موسيقي أمريكي، ولد في 25 يوليو 1897 في لويفيل في الولايات المتحدة، وتوفي بنفس المكان في 4 أبريل 1960.

## وصلات خارجية
- سيلفستر ويفر على موقع ميوزك برينز (الإنجليزية)
- سيلفستر ويفر على موقع أول ميوزيك (الإنجليزية)
- سيلفستر ويفر على موقع ديسكوغز (الإنجليزية)